# أخيون (هوميروس)
أخيون (اللغة الإغريقية: Ἀχαιοί، "آخيان" أو "من إيخيا") هو أحد الأسماء عند هوميروس الذي يستخدم للإشارة إلى الإغريق بشكل جماعي.
يُعتقد أن مصطلح «أخيون» مرتبط بالمصطلح الحثي «أخياوا» والمصطلح المصري «عقويش» الذي يظهر في نصوص من العصر البرونزي المتأخر ويعتقد أنه يشير إلى يونان الموكيانية أو جزء منها.
في الفترة التاريخية، تم إهمال المصطلح من كونه مصطلح عام للشعب اليوناني، وحُجز فقط لسكان منطقة آخايا، وهي منطقة في الجزء الشمالي الأوسط من البيلوبونيز. شكلت دول المدن في هذه المنطقة فيما بعد اتحادًا كونفدراليًا عُرف باسم اتحاد آخاين، والذي كان مؤثرًا في القرنين الثالث والثاني ق.م.

## أصل الكلمة
وفقا لمارجليت فينكلبيرج فإن الاسم Ἀχαιοί / Ἀχαιϝοί مشتق من حيثي أخياوا. إلا أن روبرت بيكس شكك في صحة هذا الاشتقاق واقترح شكلًا بدائيا من لغات ما قبل اليونانية *أكايوا. قد يكون المقطع Ἀχ-α في الواقع مرادفًا لشكل أقدم موجود في أسماء أكد وأتشارا والأخمينيون.

## الهوميرية مقابل الاستخدام المتأخر
كان مصطلح أخيون عند هوميروس هو أحد المصطلحات الأساسية المستخدمة للإشارة إلى الإغريق ككل. واستخدم 598 مرة في الإلياذة، وغالبًا ما يكون مصحوبًا بلقب "الشَّعر الطويل". ومن الأسماء الشائعة الأخرى المستخدمة عند هوميروس هي دنانيون (Δαναοί دناوي؛ استخدمت 138 مرة في الإلياذة) وأرغفيس (استخدمت 182 مرة في الإلياذة)، بينما ظهرت بان هيلينز (Πανέλληνες، "كل الإغريق") والهيلينز (Ἕλληνες) مرة واحدة فقط؛ تم استخدام جميع المصطلحات المذكورة أعلاه بشكل مترادف للدلالة على هوية يونانية مشتركة., في بعض الترجمات الإنجليزية للإلياذة، يُطلق على الآخيين اسم الإغريق طوال الوقت.
وبعدها خلال الحقبة العتيقة والكلاسيكية، بدا مصطلح «آخيون» يشير إلى سكان منطقة آخايا الأصغر بكثير. وحدد هيرودوت الآخائيين في شمال بيلوبونيز على أنهم أحفاد أخيون الهوميرية الأوائل. وفقًا لبوسانياس في القرن 2 م، تم إعطاء مصطلح "أخيون" في الأصل لأولئك اليونانيين الذين يسكنون أرغوليس ولاكونيا.
يروي كل من بوسانياس وهيرودوت أسطورة أن الدوريون أجبروا الآخيين على ترك أوطانهم في غزوهم الأسطوري للبيلوبونيز. ثم انتقلوا إلى المنطقة التي سميت فيما بعد آخايا.
لم يكن هناك إجماع علمي على الأصل التاريخي للآخيون أقارب أخيون الهوميرية، ولا يزال موضع نقاش ساخن. تم رفض التركيز السابق على العرق المفترض، مثل مقال جون أ. سكوت حول الجدائل الشقراء للأخائيين مقارنة بالداكنة لبوسيدون سكان البحر الأبيض المتوسط، على أساس تلميحات لهوميروس، وقد رفضها البعض. الاعتقاد المتناقض بأن الآخيون كما فهم من قبل هوميروس، هو "اسم بدون بلد"، وهو عرق تم إنشاؤه في التقليد الملحمي [الإنجليزية]، له مؤيدون حديثون من بين أولئك الذين استنتجوا أن الأخيون قد أعيد تعريفهم في القرن 5 ق.م بأنهم متحدثين معاصرين لليونانية الأيولية.
اقترح كارل بيلوش أنه لم يكن هناك غزو الدوريون، بل كان دوريو البيلوبونيز هم الآخيون. إلا أن إدوارد ماير رفض فكرة بيلوش، وطرح اقتراحًا بأن الآخيين في الحياة الواقعية هم يونانيين قبل الدوريون. وبنى استنتاجه على بحث حول التشابه بين لغات الآخيين والأركاديين ما قبل التاريخ. اختلف ويليام برنتيس مع كليهما، مشيرًا إلى أن الأدلة الأثرية تشير إلى أن الآخيين هاجروا بدلاً من ذلك من جنوب آسيا الصغرى إلى اليونان، واحتمال أنهم استقروا أولاً في ثيساليا [الإنجليزية] السفلى ربما قبل سنة 2000 ق.م.

## الوثائق الحثية

خريطة توضح المملكة الحثية، أخياوا (أخيون) وويلوسا (طروادة) حوالي 1300 ق.م.

قال السويسري إميل فورير المختص في الحثيات، وعمل على ألواح بوغازكوي في برلين، إن الآخائيين في اليونان قبل هوميروس كانوا مرتبطين بشكل مباشر بمصطلح «أرض أخياوا» المذكورة في النصوص الحثية. ولكن استنتاجاته في ذلك الوقت قد ردها علماء في الحثيين (أمثال يوهانس فريدريش سنة 1927 وألبريشت جوتسه في 1930)، وكذلك فرديناند سومر الذي نشر كتابه Die Ahhijava-Urkunden ("وثائق أخياوا") في 1932.
ذكرت بعض النصوص الحثية أمة تقع في الغرب تسمى أخياوا. وفي أقرب إشارة إلى تلك الأرض، رسالة توضح انتهاك أمة تسمى أخيّا لمعاهدة مع الملك مادواتا التابع للحيثيين. مثال آخر مهم هو رسالة تاواغالاوا التي كتبها ملك حثي لم يذكر اسمه (على الأرجح خاتوشيلي الثالث) من فترة الإمبراطورية (القرنين 14 و13 ق.م) إلى ملك أخياوا، حيث عامله على قدم المساواة ويشير ضمنيًا إلى أن ميليتوس (ميلواندا) هي تحت حكمه. كما يشير إلى "حلقة ويلوسا" السابقة التي تنطوي على عداء من جانب أخياوا. جرى ربط أخيا(وا) مع أخيون في حرب طروادة ومدينة ويلوسا مع مدينة طروادة الأسطورية (لاحظ التشابه مع اليونانية المبكرة Ϝίλιον ويليون لاحقًا Ἴλιον إيون، اسم الأكروبوليس في طروادة). العلاقة الدقيقة بين مصطلح أخياوا وأخيون بما يتجاوز التشابه في النطق نوقشت بشدة من قبل العلماء، حتى بعد اكتشاف نظام خطي ب الموكياني هو نظام مبكر من اليونانية [الإنجليزية]؛ تم تلخيص المناقشة السابقة سنة 1984 من قبل هانز جوتربوك من المعهد الشرقي. توصلت الأبحاث الحديثة التي تستند إلى قراءات وتفسيرات جديدة للنصوص الحثية، وكذلك الأدلة المادية على الاتصالات الميسينية مع البر الرئيسي للأناضول، إلى استنتاج مفاده أن أخياوا تشير إلى العالم الميسيني، أو على الأقل إلى جزء منه.

## المصادر المصرية

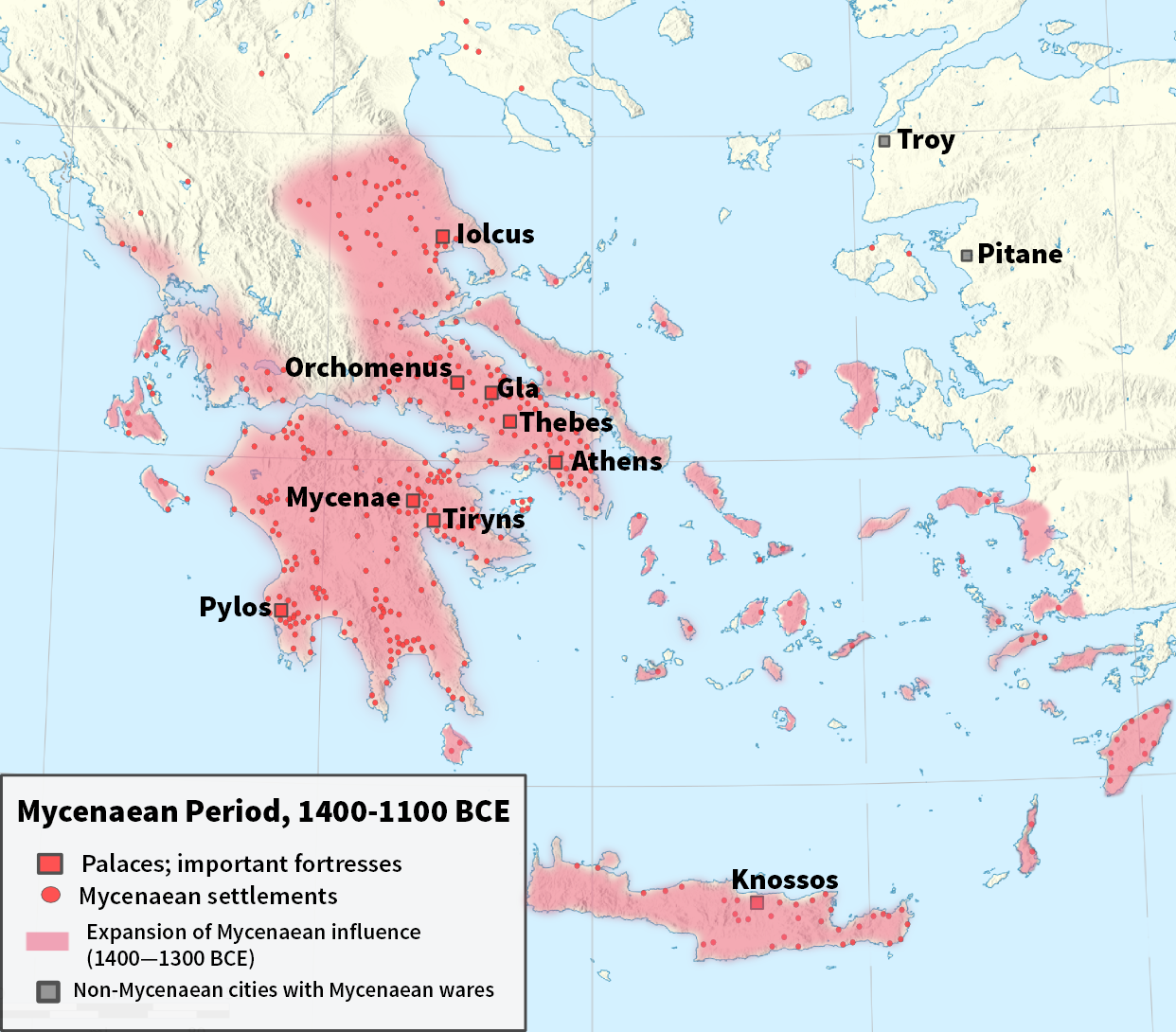
خريطة للمناطق الثقافية الميسينية، 1400-1100 ق.م (المواقع المكتشفة هي النقاط الحمراء).